# Hokse Bazar
Hokse Bazar (nep. होक्से बजार) – gaun wikas samiti w środkowej części Nepalu w strefie Bagmati w dystrykcie Kavrepalanchok. Według nepalskiego spisu powszechnego z 2001 roku liczył on 900 gospodarstw domowych i 4469 mieszkańców (2364 kobiet i 2105 mężczyzn).